# Вратица
Вратица (болг. Вратица) — село в Бургасской области Болгарии. Входит в состав общины Камено. Находится примерно в 11 км к западу от центра города Камено и примерно в 26 км к западу от центра города Бургас. По данным переписи населения 2011 года, в селе  проживало 95 человек, преобладающая национальность — болгары.

## Население
| Год     | 1934 | 1946 | 1956 | 1965 | 1975 | 1985 | 1992 | 2001 | 2011 |
| ------- | ---- | ---- | ---- | ---- | ---- | ---- | ---- | ---- | ---- |
| Жителей | 600  | 695  | 555  | 520  | 546  | 340  | 300  | 185  | 95   |

|  |